# وجدان

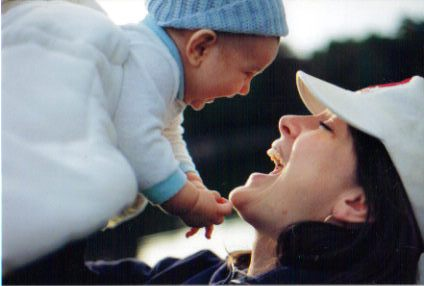

وِجْدَان[بحاجة لمصدر]( مصدر وَجَدَ)، ووِجْدَانُ الْمَرْءِ هو نَفْسُهُ وَقُوَاهُ البَاطِنِيَّةُ (معنى فقهي). وهو مجموع الأحاسيس والانفعالات والعواطف والاتجاهات والميولات التي يتفاعل معها أو يَتَأَثَّرُ بهِا، مِن حب وكراهية وتعاطف ولَذَّةٍ أَوْ أَلَم وميل ونفور، إلى آخره من أحاسيس إنسانية مختلفة.

## دور الوجدان في الحياة الإنسانية
للوجدان بالمعنى المذكور دور مهم في حياة الفرد والجماعة. فتركيب الإنسان والعلاقات البشرية جد معقدة، فهو ليس ذلك التركيب الآلي الأوتوماتيكي الذي يتحرك بسبب أثارات أو بالاحرى حركات خارجية، كما هو شأن كل جسم مادي لا يملك الحيوية الذاتية والاندفاع الذاتي، وليس الإنسان في نفس الآن ذلك الكائن العقلي، فيتحرك طبق رؤيته العقلية المسيطرة، ويتصرف بارادة محضة لا يشاركها إحساس ولا حب، ولا بغض، ولا غضب، ولا سرور..
وتختلف الرؤى بين مجموعة من الفلاسفة على أن يكون الإنسان إرادة محضة، وعقلاً محضاً، وأن ينطلق من أفعاله، وتصرفاته من الإحساس بالواجب الأخلاقي والشعور بالالتزام فقط.
إن للوجدان أثرا كبيراً في الفكر، وفي السلوك إذ يدفع نحو بعض المواقف ويمنع من بعض، ويقرر بعض الأفكار، ويحول دون بعضها الآخر، بسبب هذين الأمرين (عن العاطفة، والانفعال، واثرهما الكبير في الفكر، والسلوك)

## الوجدان في الإسلام
تطرق الإسلام في مفاهيمه الاخلاقية ومناهجه التربوية على كل من الميول النفسية (العواطف)، وعلى الاستجابات النفسية من غضب، وفرح، خوف، ورجاء وود وحب وكرم ونبل وعفة... ووصفها وصفا دقيقا.

## مصطلحات
الوجداني هو اسم منسوب إلى الوجدان ومما جاء فيه:
- مشاركة وجدانيّة: قدرة على فهم وإدراك مشاعر الآخرين والإحساس بها.
- الشِّعر الوجدانيّ : شِّعر يرتكز على حسّ إنساني راقي والتّصوير النَّفْسيّ الخالص
- الإدراك الوجدانيّ : في (الفلسفة والتصوُّف) الحَدْس بالحقائق الأخلاقيّة عن طريق القلب والعاطفة من غير تدخُّل للعقل
- الأثر الوجدانيّ : في علوم النفس، ما يصاحب الإحساسات من لذَّة أو ألم
- تناقض وجدانيّ : في علوم النفس الانفعالات المتضاربة في آن واحد، كالحبّ والكراهية التي تتأرجح في باطن النفس، وهي في مظهرها الحادّ تتصل بعدم القدرة على اتخاذ القرار وتحويل الانفعالات من فكرةٍ إلى أخرى أو غير ذلك
- شَاعِرٌ وِجْدَانِيٌّ
- شِعْرُ الوِجْدَانِيَّاتِ: نوع من الشِّعْرُ صادِرُ عَنِ حديث النَّفْسِ وخوالجها يتحدث في الغالب عن موضوعات الْحُبِّ وَالعِشْقِ والرثاء والبكاء على الأطلال، وَتعبير عن مدى مُعَانَاتِ النفس وَإِدْرَاكِهَا لِلأَشْيَاءِ.[1]

## وصلات خارجية
الأدب بين الوجدان والتفكيرعباس محمود العقاد مجلة الرسالة 21 يوليو 1947